# Gisèle Lestrange
Gisèle Lestrange (* 19. März 1927 in Paris; † 9. Dezember 1991 ebenda), eigentlich Gisèle de l’Estrange, verheiratet Celan-Lestrange, war eine französische Zeichnerin und Grafikerin.
Lestrange stammte aus einer adeligen Familie. Sie war Schülerin an der Académie Julian von 1945 bis 1949 sowie des Ateliers Friedländer von 1954 bis 1957. Seit 1964 arbeitete sie als Grafikerin für Lacourière-Frélaut in Paris. Unter anderen Werken erstellte sie Illustrationen für die Bücher bekannter Dichter.
Seit dem 23. Dezember 1952 war sie mit Paul Celan verheiratet, ab 1967 lebten sie in getrennten Wohnungen. Sie hatten zwei Kinder, François, der am 8. Oktober 1953 am Tag nach der Geburt starb, und den am 6. Juni 1955 geborenen Eric Celan.

## Werke
- Katalog der Werke, hrsg. von Ute Bruckinger und Klaus Bruckinger in Verbindung mit Eric Celan und Bertrand Badiou. Tübingen-Berlin: Wasmuth 2009. ISBN 978-3-8030-3332-1
- Briefwechsel: mit einer Auswahl von Briefen Paul Celans an seinen Sohn Eric / Paul Celan; Gisèle Celan-Lestrange. Aus dem Franz. von Eugen Helmlé. Hrsg. und kommentiert von Bertrand Badiou in Verbindung mit Eric Celan. Anm. übers. und für die dt. Ausg. eingerichtet von Barbara Wiedemann. Frankfurt (Main): Suhrkamp. ISBN 3-518-41219-1
- Paul Celan-Gisèle Celan-Lestrange, Correspondance (1951–1970), avec un choix de lettres de Paul Celan à son fils Éric, éditée et commentée par Bertrand Badiou, avec le concours d’Éric Celan, Paris, éd. du Seuil, 2001, 2 volumes.
- Giulia A. Disanto: Sulle rive di Babele. Gli esercizi di traduzione di Paul Celan per Gisèle Celan-Lestrange, in "Contesti" (2007, n. 19–20), Bari 2007, ebenso auf: http://www.germanistik-im-netz.de/gindok/frontdoor?source_opus=22291
- D. Weissmann: Poésie, Judaïsme, Philosophie. Une histoire de la réception de Paul Celan en France, des débuts jusqu’à 1991, thèse doctorat, Université de la Sorbonne nouvelle, Paris III, 2003.